# Bruno Fantini
Bruno Fantini (Gorizia, 6 ottobre 1957) è un allenatore di calcio ed ex calciatore italiano, di ruolo portiere.

## Carriera

### Giocatore
Ha militato in Serie A con la Lazio e disputato diversi campionati di Serie B e Serie C. Ha esordito in Serie A il 18 febbraio 1979 in Lazio-Fiorentina (4-0), unica sua presenza in massima serie.
Tra i cadetti ha militato nel Modena, nel Bari, nel Cosenza e nella Reggiana, per complessive 79 presenze.

### Allenatore
Ha svolto il ruolo di allenatore dei portieri lavorando per Modena, Cosenza, Parma, Ancona, Triestina e Albinoleffe.

## Palmarès

### Giocatore

#### Club

##### Competizioni nazionali
- Serie C2: 1

Modena: 1979-1980